# Соленосна формація
Соленосні (галогенні) геологічні формації — геологічні формації, представлені різними за складом хемогенними гірськими породами (доломіт, гіпс, ангідрит, кам'яна сіль і калійна солі та ін.), серед яких можуть бути піски та глини. Товщина соленосних шарів вимірюється десятками і сотнями метрів.
Соленосна формація накопичується в лагунних басейнах, розташованих в межах крайових прогинів. Інтенсивне прогинання земної кори в межах прогинів обумовлює швидке занурення і поховання відклалися солей, оберігаючи їх від розчинення. Соленосна формація представлена майже виключно хімічними опадами, розподіл яких залежить від ступеня їх розчинності. У початкову стадію в осад випадають доломіт, потім гіпси і ангідриту, останніми — кам'яна сіль і калійно-магнезіальні сполуки. Усередині соленосних товщ нерідко зустрічаються прошарки теригенних порід — глин і пісків.